# Disparitions forcées au Chili
Les Disparitions forcées au Chili  désignent des disparitions forcées perpétrées lors de la répression politique qui a suivi le coup d'État de 1973 mené par Augusto Pinochet contre Salvador Allende. 
Les crimes de disparition forcée au Chili ont été commis par diverses factions des forces armées chiliennes et des carabiniers au cours des années 1970 et 1980, en particulier par la Dirección de Inteligencia Nacional (DINA). Ces crimes sont officiellement reconnus pour la première fois en 1990.
On appelle les victimes des Desaparecidos. Le terme « détenus disparus » est également utilisé dans d’autres pays d’Amérique latine. Ces disparitions forcées sont utilisées à la fois pour éliminer l'opposition et pour « répandre la terreur au sein de la société ». Selon la Cour pénale internationale (CPI),  la disparition forcée de personnes constitue un crime contre l'humanité.

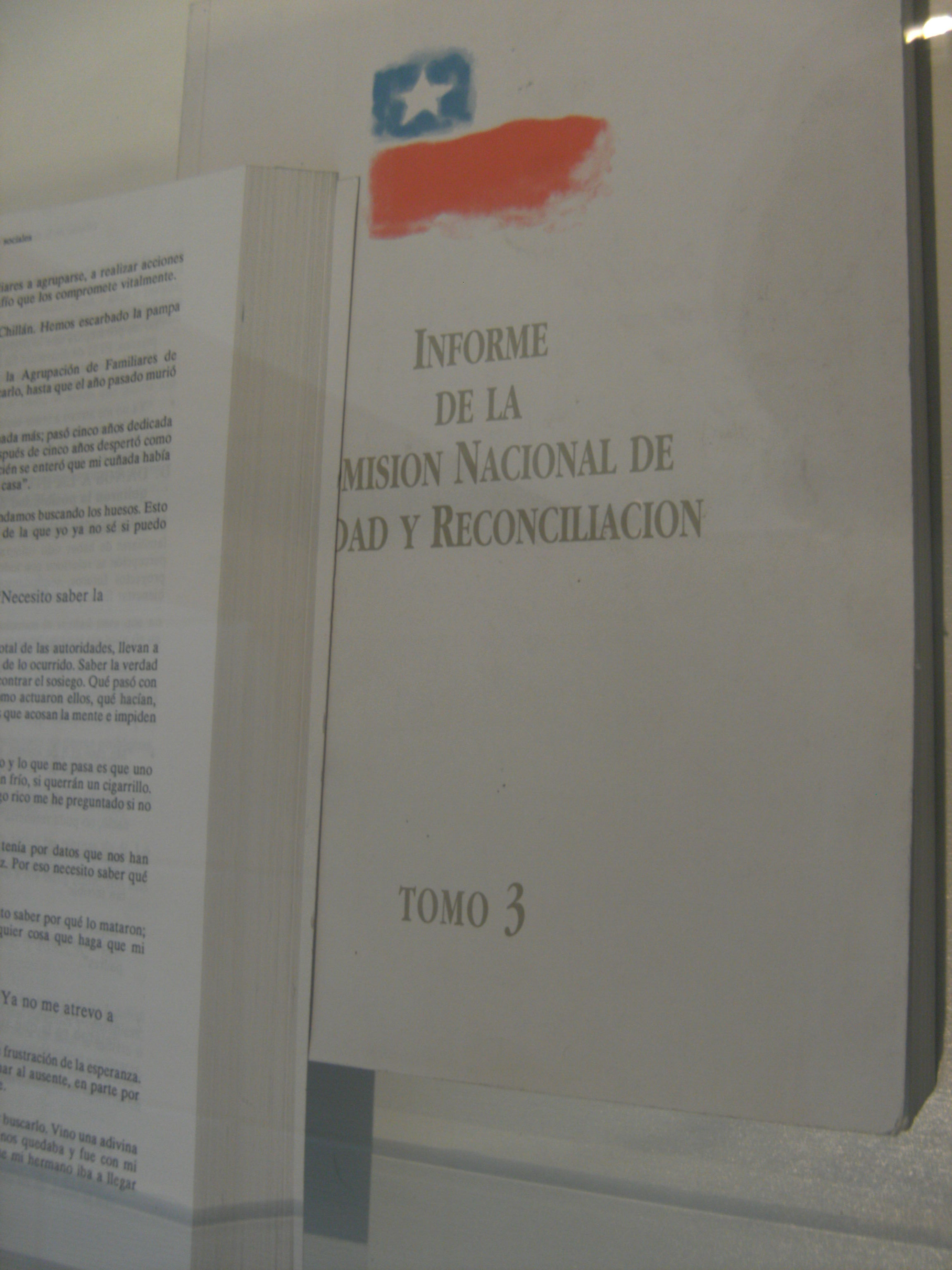
Rapport Rettig sur les disparitions forcées au Chili.

## Histoire
Les disparitions forcées ont eu cours au Chili jusqu'en 1989. La DINA joua un rôle majeur dans ces disparitions forcées. Walter Rauff, ancien militaire nazi en charge du camp d'Auschwitz en fut sinon le chef informel a minima un conseiller influent. Quand la DINA disparut, le nombre de disparitions forcées au Chili diminua de façon conséquente. La dictature de Pinochet usa des disparitions forcées initialement contre ses opposants gauchistes : le Parti socialiste du Chili, le Parti communiste, le Mouvement de Action Populaire Unitaire (MAPU) et le Mouvement de la gauche révolutionnaire (MIR), puis se tourna vers les syndicats et les associations des étudiants. Les disparitions forcées ne furent pas le seul instrument utilisé pour soumettre la population, il y eut des exécutions sommaires, l'usage de la torture. Le régime de la dictature chilienne fut aussi le cerveau de l'opération Condor établit en 1975 par la DINA.
Fin 1978, le dictateur Augusto Pinochet ordonna aux forces armées de récupérer tous les corps inhumés dans des fosses communes après le coup d'État pour les jeter à la mer ou les incinérer, afin de faire disparaître toute preuve de la répression. L'opération prit le nom d'Operación Retiro de Televisores (« Opération retrait des téléviseurs »). D'autres assassinats ont également été maquillés pour passer pour des affrontements internes à la gauche. C'est ainsi que 163 membres du MIR, arrêtés et exécutés par la DINA début 1975, sont présentés dans des quotidiens éphémères publiés pour l'occasion comme un règlement de compte entre factions marxistes.

## Enquêtes post-dictature
En 1990, lorsque la démocratie est rétablie  au Chili, les autorités créent la Commission nationale de vérité et de réconciliation, qui  recense alors plus de 3 200 victimes (certaines sont mortes et d'autres disparues) de la dictature.

Le 29 avril 1990, une Commission de vérité et de réconciliation, est chargée, par le président nouvellement élu Patricio Aylwin, de présenter un rapport  sur les violations des droits de l'homme dans le pays sur la période 1973-1990. En 1991, la commission  publie le rapport Rettig, qui reconnait « plus de 3 200 victimes, dont des morts et des disparus, laissées par la dictature ». La commission signale également 1 191 disparitions forcées. On lui interdit toutefois de se prononcer sur la culpabilité des auteurs des crimes décrits. En 1992, le journaliste Bruno Patino a connaissance de 2 300 victimes, mortes ou disparues, chiffre dont Augusto Pinochet, protégé par une loi d'amnistie et son statut de commandant en chef des armées, relativise l'importance en ces termes :

« franchement, ce n'est pas grand chose, les Chinois, ils en tuent des millions, et on ne leur dit jamais rien à eux. Alors 2 300 personnes... »

— Augusto Pinochet, interview du 8 décembre 1992
À la fin du mandat de Patricio Aylwin, en mars 1994, une vingtaine d'opposants politiques, « jugés » durant la dictature, sont toujours en prison, malgré des promesses de libération anticipées. Leur peine est finalement commuée en exil à l'étranger, exil d'une durée au moins égale à celle de la peine de prison qu'il leur reste à purger au Chili.
En collaboration avec Amnesty International le groupe d'enquête sur les droits humains Memoria Viva, basé à Londres, tient à jour régulièrement les listes des détenus disparus au Chili.

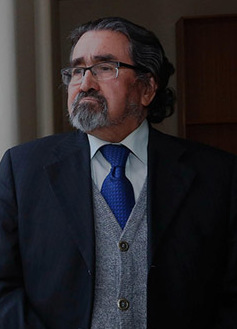
Alejandro Solis.

En 2006, le juge Alejandro Solís (en) inculpe Augusto Pimochet qui est assigné à résidence pour 36 disparitions forcées, et 23 tortures de personnes commises à la Villa Grimaldi, dont un meurtre.
En 2023, le gouvernement de Gabriel Boric reconnait la disparition de 1469 personnes, dont seul le sort de 307 a été établi avec exactitude. Le gouvernement élabore alors un plan pour enquêter sur le sort des 1 162 autres victimes disparues.
Le parlement du Chili a approuvé le 30 avril 2025 un projet de loi visant à reconnaître juridiquement les victimes de disparitions forcées pendant la dictature d’Augusto Pinochet.